# 1744 Harriet
1744 Harriet је астероид главног астероидног појаса чија средња удаљеност од Сунца износи 2,229 астрономских јединица (АЈ).
Апсолутна магнитуда астероида је 13,6.